# Јован Ракиџић
Јован Ракиџић (рођен 1944) је српски сликар.

## Биографија
Рођен је 1944. године у Добрици. Дипломирао је на Факултету ликовних уметности Универзитета уметности у Београду у класи професорке Љубице Сокић 1968, завршио је постдипломске студије на истом факултету у класи професора Стојана Ћелића 1970. и специјални течај у Београду. Редовни је професор на Академији уметности Универзитета у Новом Саду. Приредио је четрдесет самосталних изложби у земљи и иностранству, међу њима су изложбе у Зрењанину и Београду 1969, Зрењанину, Суботици и Београду 1972. и Лесковцу 1973. године. Учествовао је на групним изложбама Уметничке колоније Ечка 1968—1970, Октобарског салона 1968—1970. и 1974—1975, Удружења ликовних уметника Србије 1969—1971, 1973. и 1975, изложби „Критичари су изабрали” 1970, Десетим ликовним сусретима у Суботици 1971, изложби „НОБ у делима ликовних уметника Југославије”, Летњој изложби Културног центра Београда 1971, шестој изложби СУЛУЈ-а, изложби поводом тридесет година УЛУС-а 1975. године и другим. Са групом „Јун” је излагао у Београду 1969. и Новом Саду 1970. Добитник је тридесетак награда и признања међу којима је награда ЦКСОС 1967, откупна награда Академије ликовних уметности и награда једанаестог Октобарског салона 1970. године.